# Chetone kenara
Chetone kenara är en fjärilsart som beskrevs av Butler 1871. Chetone kenara ingår i släktet Chetone och familjen björnspinnare. Inga underarter finns listade i Catalogue of Life.